# Magdaléna Davis
Magdaléna Davis, rozená Žofková, (* 17. dubna 1976) je česká politička, bioložka a manažerka v oblasti životního prostředí, v letech 2020 až 2024 spolupředsedkyně Zelených, předtím v letech 2018 až 2020 první místopředsedkyně strany, od roku 2016 zastupitelka a v letech 2018 až 2022 starostka města Mníšek pod Brdy.

## Život
Základní školu navštěvovala v Mníšku pod Brdy, následně absolvovala Gymnázium Karla Čapka, Dobříš. Později vystudovala magisterský program na Přírodovědecké fakultě Univerzity Karlovy (získala titul Mgr.) a doktorský program na Západoaustralské univerzitě v Perthu (získala titul Ph.D.).[zdroj?]
Publikovala v odborných vědeckých časopisech a po dokončení studia pracovala v Austrálii několik let jako bioložka a manažerka v soukromé konzultantské firmě specializované na životní prostředí.
Magdalena Davis žije v Mníšku pod Brdy v okrese Praha-západ, je vdaná a má tři děti.[zdroj?]

## Politické působení

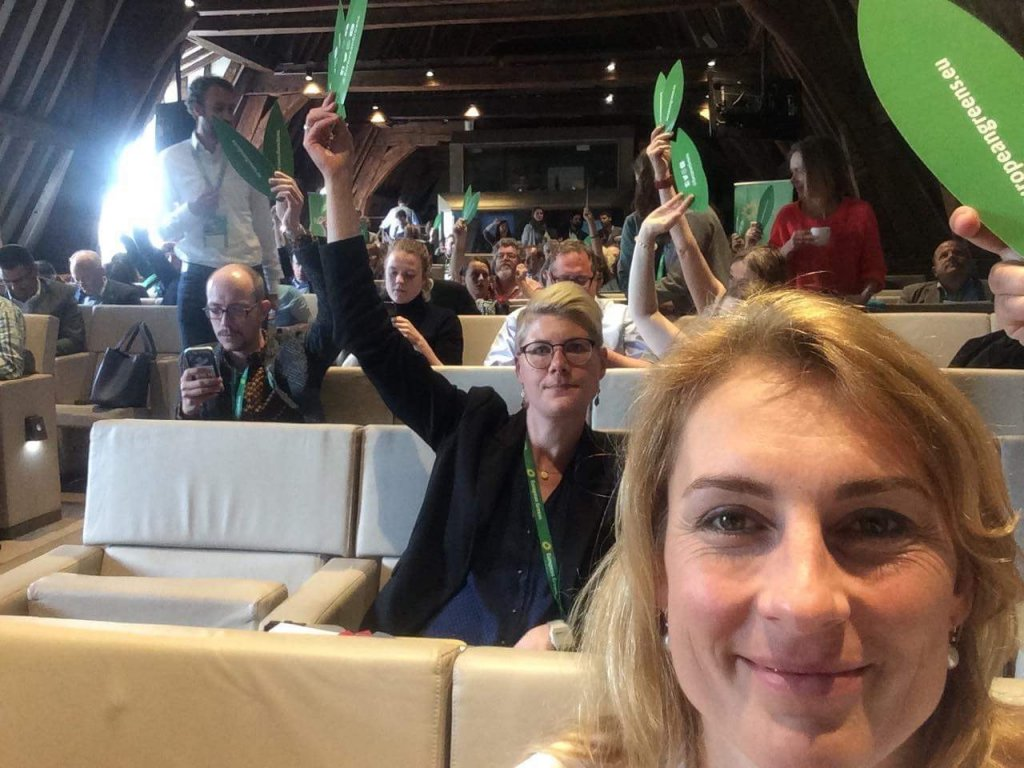
Selfie Magdaleny Davis na sjezdu Evropské strany zelených v květnu 2018

V komunálních volbách v roce 2014 byl jakožto nezávislá lídryní kandidátky subjektu „SPOLEČNĚ PRO MNÍŠEK - sdružení Strany zelených, KDU-ČSL a nezávislých kandidátů“ do Zastupitelstva města Mníšek pod Brdy, ale neuspěla (stala se první náhradnicí). V květnu 2016 však jedna stranická kolegyně rezignovala, a tak se stala zastupitelkou města. Mezitím se také v roce 2015 stala členkou Strany zelených.[zdroj?]
Ve volbách do Poslanecké sněmovny PČR v roce 2017 kandidovala za Zelené ve Středočeském kraji, ale neuspěla. V lednu 2018 byla na sjezdu Zelených v České Třebové zvolena 1. místopředsedkyní strany.
V komunálních volbách v roce 2018 obhájila post zastupitelky města Mníšek pod Brdy, když jako členka Zelených vedla kandidátku subjektu „Společně pro Mníšek - koalice Strany zelených, KDU-ČSL a nezávislých kandidátů“. 15. listopadu 2018 byla zvolena starostkou města. Ve volbách v roce 2022 obhájila post zastupitelky města Mníšek pod Brdy, když jako členka Zelených vedla kandidátku subjektu „Společně pro Mníšek – koalice Zelených, Pirátů a nezávislých“. Na začátku listopadu 2022 ji však v křesle starosty města vystřídal Petr Digrin.
V lednu 2020 byla spolu s Michalem Bergem zvolena spolupředsedkyní Zelených. Ve volbách do Poslanecké sněmovny PČR v roce 2021 byla lídryní Zelených ve Středočeském kraji, ale nebyla zvolena. V lednu 2022 a opět v březnu 2024 funkci spolupředsedkyně strany obhájila. V březnu 2024 ale uvedla, že funkci obhajuje naposledy. Po rezignaci Michala Berga v červnu 2024 se stala jedinou předsedkyní strany.[zdroj?]
V rámci subjektu Zelení a SEN 21 kandidovala jako lídryně kandidátky v krajských volbách v září 2024 do Zastupitelstva Středočeského kraje. Subjekt však získal 1,05% hlasů a do zastupitelstva se nedostal. Po neúspěchu ve volbách oznámila Davis rezignaci na funkci předsedkyně strany Zelených. Nové vedení strany se poté ujalo funkcí v listopadu 2024.